# Anisodes subapicata
Anisodes subapicata là một loài bướm đêm trong họ Geometridae.